# Helena Barquilla
Helena Barquilla (La Mancia, 24 maggio 1971) è una supermodella spagnola.
Oltre ad apparire in pubblicità di Christian Dior e sulla copertina dell'edizione tedesca di Vogue, ha sfilato anche per Yves Saint Laurent, Jean Paul Gaultier, Emporio Armani, Mila Schön e Marina Spadafora; sfilò per Victoria's Secret nel 1995.

## Agenzie
- Talents Models[1]
- Happy Mondays[1]